# Anaea elegans
Anaea elegans är en fjärilsart som beskrevs av Johannes Karl Max Röber 1916. Anaea elegans ingår i släktet Anaea och familjen praktfjärilar. Inga underarter finns listade i Catalogue of Life.